# صبحی صیود
صبحی صیود (انگلیسی: Sobhi Sioud؛ زادهٔ ۱۷ ژوئیهٔ ۱۹۷۵) بازیکن هندبال اهل تونس بود.